# 계약목적의 달성불능
계약목적의 달성불능이란 계약당사자가 의도했던 목적을 달성하는 것이 불가능하져서 계약이 해제되는 것을 말한다. 목적의 좌절이라고도 한다.
계약의 목적은 쌍방당사자의 계약체결을 기초로 하기 때문에 일단 그 목적이 허사가 되면 계약은 종료되어야 하고 쌍방의 의무도 해제되어야 한다는 것이다예를 들어 왕의 대관식을 보기 위해 특정 호텔을 임대하였는데 왕의 대관식 장소가 바뀐 경우가 있다.

## 참고 문헌
- 법률저널 2010년 4월 16일

## 같이 보기
- 사정변경의 원칙
- 불가항력